# Frederik Valdemar Olsen

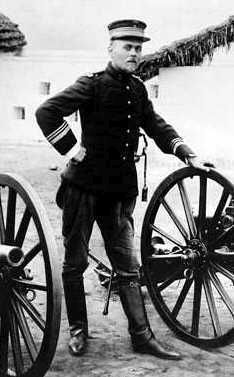
Jonge officier Olsen

Frederik Valdemar Olsen (Kalundborg Denemarken, 24 mei 1877 - Etterbeek België, 17 november 1962), was een Belgisch koloniaal officier die het bevel voerde over de Force Publique in Belgisch Congo tijdens de Eerste Wereldoorlog. Later werd hij directeur van CFL.

## Jeugd
De jonge Frederik groeit op in een arm gezin met drie kinderen. Vader Peter Valdemar Olsen werkte als arbeider bij het spoorwegbedrijf. Hij hielp de passagiersbagage inladen. De moeder Marie Thora Thomson maakte de reizigersmenu's en werkte in een bakkerszaak. In 1894 gaat hij in dienst bij de politie.

## Begin militaire loopbaan
De militaire loopbaan begint op 12 oktober 1896 wanneer met steun van zijn werkgever en de burgemeester van Kalundborg zijn inschrijfgeld wordt betaald bij de militaire academie van Kopenhagen. Hij wordt onderluitenant op 8 oktober 1897 en wordt toegewezen aan het 1e regiment artillerie. Dit regiment was betrokken bij de constructie van het fort van Shinkakasa. Aangemoedigd door zijn oversten gaat hij op 6 april 1898 aan boord van de Albertville richting Belgisch Congo om in dienst te gaan als huursoldaat. Op 26 december arriveert hij in Boma waar kamp d'Irebu is gelegen. Hij neemt daarna deel aan meerdere militaire campagnes tot hij in 1900 wordt toegewezen aan de regio Kivu. In 1902 krijgt hij de titel Kapitein.

## Eerste Wereldoorlog

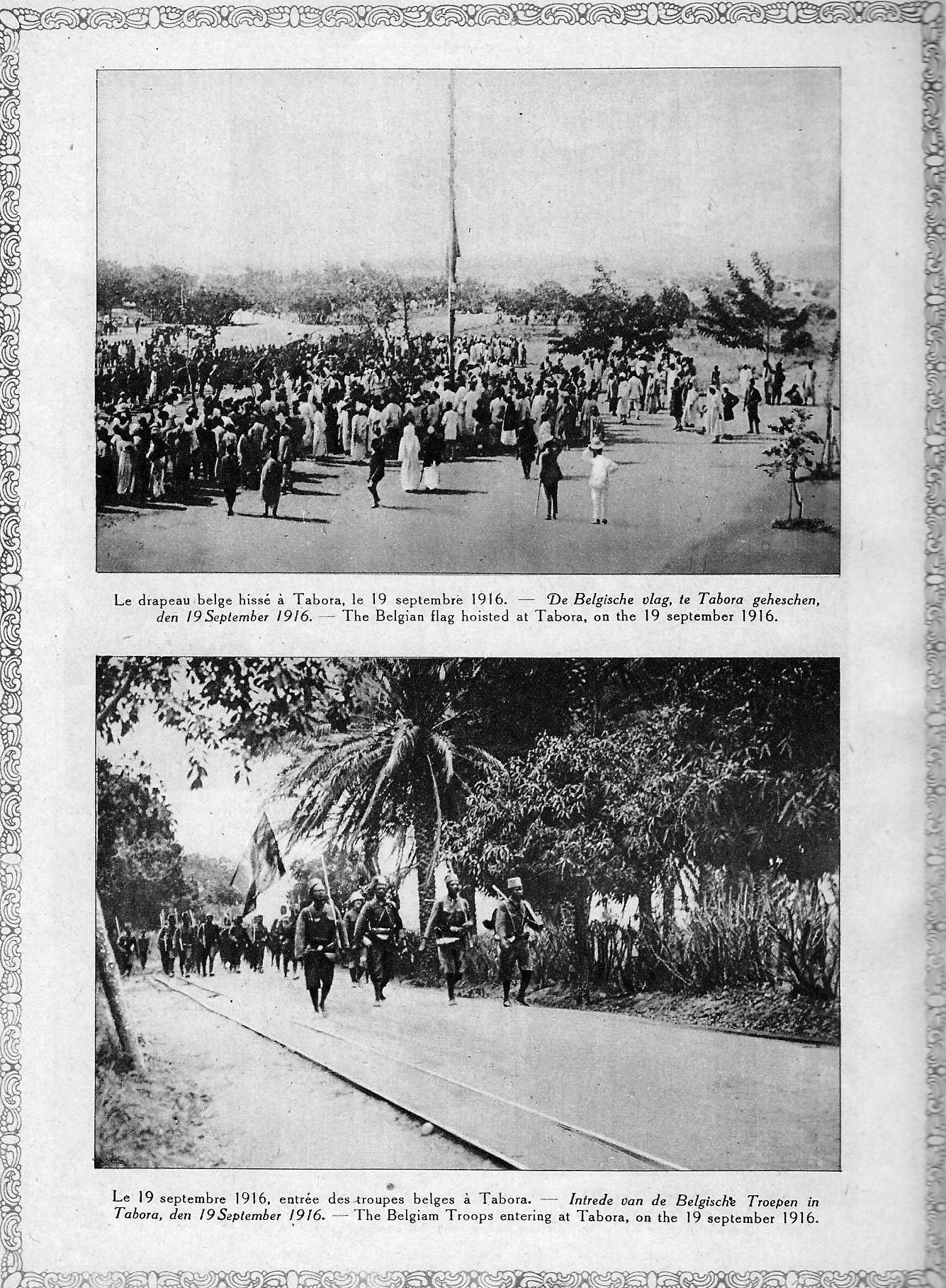
Belgische vlag in Tabora en intrede van troepen (1919)

In april 1916, tijdens de Eerste Wereldoorlog, waren er drie brigades van de Force Publique van Belgisch-Congo onder leiding van Generaal Charles Tombeur die Duits-Oost-Afrika binnengedrongen. 
De noordelijke brigade onder leiding van Kolonel Philippe Molitor vertrok vanuit het noorden van het Kivumeer en veroverde Ruanda. Op 9 mei veroverden ze Kigali en na een lange, moeilijke tocht en zware gevechten in de buurt van de toenmalige hoofdstad Nyanza, ten zuiden van Kigali, gaf koning Musinga van Rwanda zich over aan kolonel Molitor. 
De zuidelijke brigade onder leiding van luitenant-kolonel Olsen vertrok tussen het Kivumeer en het Tanganyikameer en veroverde Urundi. De troepen van Olsen rukten op naar Usumbura (ex-Bujumbura) en veroverden de stad op 6 juni 1916. 
De derde brigade onder leiding van luitenant-kolonel Moulaert was actief op het Tanganyika-front (nu Tanzania) waar het moest vechten tegen de troepen van Generaal Paul von Lettow-Vorbeck. Op 28 juli viel Kigoma, de grootste Duitse basis aan het Tanganyikameer en het eindstation van de spoorlijn die via Tabora naar Dar es Salaam loopt.
Daarna volgde de slag om Tabora. De strijd werd beslist op 19 september. Kapitein Pieren leidde de spits van de gevechtscolonne en bereikte als eerste Tabora. Hij ontdekte er 129 gevangen FP-soldaten. Onder hen twee blanken. Een van hen was erin geslaagd een Belgische vlag verborgen te houden. Die werd gehesen in plaats van de witte vlag die de Duitsers aan hun hoofdkwartier hadden opgehangen als teken van overgave. De Belgische vlag wapperde vijf maanden boven Tabora, tot de stad op 25 februari 1917 werd overgedragen aan het VK. Het Verenigd Koninkrijk, in Afrika destijds vertegenwoordigd door Generaal Jan Christian Smuts, lieten de Belgen terugtrekken naar Ruanda-Urundi zogezegd ter verdediging van dat veroverde gebied om latere Belgische aanspraken op Tanganyika te vermijden.

## Latere loopbaan
Na de oorlog neemt hij rust in Frankrijk en bezoekt het ijzerfront om daarna zijn werk te hervatten als commandant van de troepen in Katanga. In 1920 naturaliseert hij zich tot Belg en hetzelfde jaar krijgt hij de graad Kolonel wanneer hij de leiding overneemt van de Force Publique.
Op 17 april 1925 wordt hij benoemd als Generaal. Op 25 april 1925 vraagt hij zijn pensioen aan als militair. Vanaf 1930 tot mei 1947 was hij algemeen directeur van de CFL.